# Chimarra toubaensis
Chimarra toubaensis är en nattsländeart som beskrevs av Francois-Marie Gibon 1985. Chimarra toubaensis ingår i släktet Chimarra och familjen stengömmenattsländor. Inga underarter finns listade i Catalogue of Life.